# Pascual Mespletera
Pascual Mespletera es un pintor de la escuela valenciana del barroco, activo en la primera mitad del siglo XVIII. Aunque se conocen muy pocos datos de su biografía, tradicionalmente se sitúa su nacimiento en la ciudad de San Mateo (Provincia de Castellón, España). Su actividad está documentada entre los años 1737 y 1746 en la villa de Catí (Alto Maestrazgo), en la que se conservan algunos conjuntos de pinturas murales realizados al fresco: las de la ermita de la Virgen de Avellá y las de la capilla de la Comunión de la parroquia de Nuestra Señora de la Asunción.

## Obra y estilo

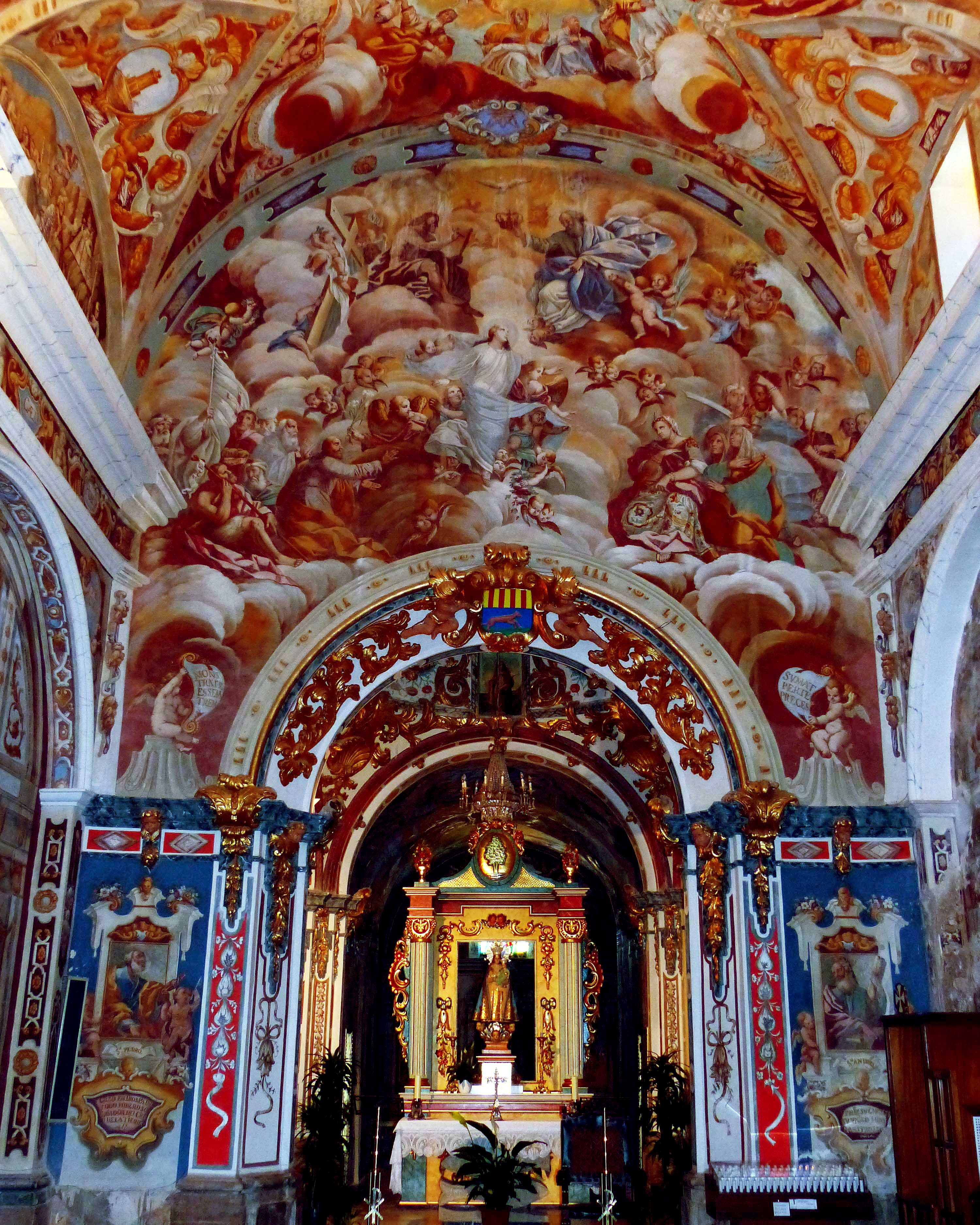
Interior del santuario de la Virgen de l'Avellà con las pinturas de Pascual Mespletera. Catí (Castellón)

La actividad de Pascual Mespletera en el santuario de la Virgen de l'Avellà de Catí está documentada. El encargo, cuyo mentor intelectual fue el padre Francisco Celma, consistió en un ciclo pictórico dedicado a la Virgen cuyo tema principal es la visión apocalíptica de San Juan en el que, compositivamente, tomó como fuente de inspiración la bóveda pintada por Antonio Palomino en la iglesia de los Santos Juanes (Valencia). Las pinturas, cuyo coste ascendió a unas setecientas libras, fueron concertadas el 5 de febrero de 1737 con "Pascual Mespletera, pintor de Sant Mateu", quedando rematadas en el año 1750.
En el santuario de l'Avellà, Mespletera demuestra un perfecto conocimiento de la obra del pintor Vicente Guilló, que se aprecia en los modelos infantiles y en la concepción de los lunetos que, enlazados a la manera de trampantojo por ricas telas, cobijan la figura de algunos santos, de la misma forma que se hizo en la parroquia de los Santos Juanes de Valencia. Al igual que Guilló recurrió al empleo de estampas de Simon Vouet y también utilizó estampas de composiciones italianas ya que su San Miguel venciendo a Satán es trasunto de una composición de Pietro de Cortona, que gozó de gran difusión gracias a su aparición en el frontispicio del Misal romano de Alejandro VII. En los repertorios que utilizó también manejó estampas realizadas por Nicolas Dorigny sobre las pinturas realizadas por Ciro Ferri en la iglesia romana de Santa Agnese in Agone.
En las pinturas de la capilla de la Comunión de la iglesia parroquial de Catí, el pintor vuelve a inspirarse en los frescos realizados por Palomino en la iglesia de los Santos Juanes de Valencia, volviendo a tomar algunos modelos de estampas de Nicolas Dorigny sobre las pinturas realizadas por Ciro Ferri en la iglesia romana de Santa Agnese in Agone. El programa iconográfico representado por Mespletera en este conjunto de pinturas, realizadas entre los años 1744 y 1747, es una exaltación del santísimo sacramento de la Eucaristía. En el espacio central de la bóveda interior de la capilla figura un cáliz con una hostia consagrada circundada de rayos y flanqueada por dos ángeles portando incensarios. En la parte inferior figura Santo Tomás de Aquino, como Doctor Angélico, invitando a todos los santos de la iglesia católica a la celebración eucarística. En el cortejo celestial figuran nueve ángeles mancebos portando filacterias con el canto del Panis Angelicus.